# Buda II
Buda II – dawny folwark. Tereny, na których leżał, znajdują się obecnie na wieś na Białorusi, w obwodzie witebskim, w rejonie postawskim, w sielsowiecie Kozłowszczyzna.

## Historia
W czasach zaborów w granicach Imperium Rosyjskiego.
W dwudziestoleciu międzywojennym folwark leżał w Polsce, w województwie wileńskim, w powiecie duniłowickim (od 1926 postawskim), w gminie Łuck (od 1927 gmina Kozłowszczyzna).
Według Powszechnego Spisu Ludności z 1921 roku zamieszkiwały tu 23 osób, 5 było wyznania rzymskokatolickiego, a 18 prawosławnego. Jednocześnie 14 mieszkańców zadeklarowało polską przynależność narodową, a 9 białoruską. Były tu 3 budynki mieszkalne. W 1931 w 2 domach zamieszkiwało 17 osób.
Miejscowość należała do parafii rzymskokatolickiej w Mosarzu. Podlegała pod Sąd Grodzki w Duniłowiczach i Okręgowy w Wilnie; właściwy urząd pocztowy mieścił się w Kozłowszczyźnie.
W 1938 roku miejscowość należała do gromady Borejki gminy Kozłowszczyzna.